# Оскар Прусский (род. 1959)
Оскар Михаэль Ганс Карл Прусский (нем. Oskar Michael Hans Karl Prinz von Preußen; род. 6 мая 1959, Бонн) — принц Прусский из династии Гогенцоллернов, 37-й великий магистр Бранденбургского бальяжа рыцарского ордена Святого Иоанна Иерусалимского госпиталя (с 1999 года). Правнук последнего германского кайзера Вильгельма II.

## Биография
Родился 6 мая 1959 года в Бонне (ФРГ). Второй (младший) сын принца Вильгельма Карла Прусского (1922—2007) и Армгарды фон Фельтгейм (1926—2019). У него есть старшая сестра Доната (род. 1952) и старший брат Вильгельм-Карл (род. 1955)
В 1995 году принц Оскар Прусский получил степень доктора Свободного университета Берлина.
В 1999 году принц Оскар вступил в должность 37-го великого магистра Бранденбургского бальяжа рыцарского ордена Святого Иоанна Иерусалимского госпиталя, став преемником своего отца, принца Вильгельма Карла.

## Семья
3 октября 1992 года принц Оскар Прусский женился на Августе Циммерман фон Зифарт (род. 16 мая 1962, Амстердам), от брака с которой у него было трое детей:
- Принц Оскар Юлиус Альво Карлос Прусский (род. 29 ноября 1993), в 2024 году женился на Йоханне фон Йениш.[2]
- Принцесса Вильгельмина Прусская (род. 7 июля 1995)
- Принц Альберт Карл Бурхард Маркус Николаус Прусский (род. 13 июля 1998).

## Сочинения
- Wilhelm II. und die Vereinigten Staaten von Amerika: zur Geschichte seiner ambivalenten Beziehung. Dissertation. Freie Universität Berlin 1995. Ars Una, Neuried 1997, ISBN 3-89391-058-1.